# Candaciidae
Candaciidae é uma família de copépodes pertencentes à ordem Calanoida.
Género:
- Candacia Dana, 1846